# Cis palawanus
Cis palawanus es una especie de coleóptero de la familia Ciidae.

## Distribución geográfica
Habita en las Filipinas.